# Sturmgewehr 44
Lo Sturmgewehr 44 (in italiano: "fucile d'assalto modello 1944", designazione abbreviata in StG 44) è stato un fucile a fuoco selettivo (automatico e semiautomatico) progettato da Hugo Schmeisser nel 1942 durante la seconda guerra mondiale e utilizzato dalla Germania nazista.
Fu utilizzata soprattutto sul fronte orientale, sebbene non fu in grado di influire sulle sorti del conflitto; poco dopo ne venne realizzata una versione ulteriore, lo Sturmgewehr 45.

## Storia

### La ricerca di nuove armi per le forze armate tedesche
Nella primavera 1918 il capitano Piderit, membro del Gewehr-Prüfungskommission ("Comitato di prova delle armi leggere") presentò un documento in cui chiedeva l'introduzione nell'esercito tedesco di armi a munizionamento intermedio. Sottolineava che di rado gli scontri a fuoco avvenivano a distanze superiori agli 800 metri, ovvero neanche la metà della gittata massima teorica delle armi in dotazione alla fanteria tedesca, ossia il fucile Mauser Gew. 1898 e la mitragliatrice Maxim MG 08, armi con gittata di oltre 2 000 metri. Una munizione più corta e meno potente avrebbe permesso di risparmiare i materiali, consentendo al contempo alle truppe di trasportare più munizioni e di scatenare un maggiore volume di fuoco. Avrebbe altresì prodotto minore rinculo, il che avrebbe permesso armi a fuoco selettivo, chiamate però ancora nel documento Maschine-pistolen (in italiano: pistole mitragliatrici). L'esercito imperiale tedesco non mostrò interesse, trovandosi già fornito dei nuovi mitra MP 18 in calibro 9 x 19 mm su cui giungevano continuamente dal fronte rapporti entusiastici che ne lodavano la maneggevolezza e il volume di fuoco. Ma l'MP 18 era sempre un'arma che impiegava una cartuccia da pistola, inutile oltre i 100 metri. Oltre quel limite, non vi erano alternative che il proiettile 7,92 × 57 mm Mauser, la cui potenza esigeva armi lunghe e pesanti.
Nel 1923, l'esercito tedesco pubblicò un bando per il rimpiazzo del fucile Mauser M1898. Requisiti fondamentali erano una minore lunghezza e un minor peso, ma mantenendo pur sempre la stessa efficacia sui 400 metri, e presentando un caricatore da 20 o 30 colpi. La compagnia bavarese Rheinisch-Westfälische Sprengstoff (RWS) diede inizio a vari esperimenti con nuove munizioni negli anni '20 e anche diverse industrie produttrici di armi per aerei mostrarono interesse nel campo. Lo sviluppo di armi adatte alle nuove munizioni non cominciò prima del 1930. La RWS propose due cartucce, una da 7 mm e l'altra da 8 mm, entrambi con bossolo da 46 mm. La Deutsche Waffen- und Munitionsfabriken (DWM) propose il suo 7 × 39,1 mm e la Gustav Genschow & Co (Ge.Co) propose il 7,75 × 39,5 mm. L'arma automatica della Ge.Co fu il Model A35, uno sviluppo del precedente fucile semiautomatico SG29, ma l'arma si rivelò troppo complessa e pericolosa per essere adottata. Pertanto, l'arma della Reichswehr divenne il Karabiner 98k, versione più corta del Gewehr 98, camerato per la classica munizione d'ordinanza 7,92 × 57 mm.

### L'introduzione del munizionamento intermedio e il progetto

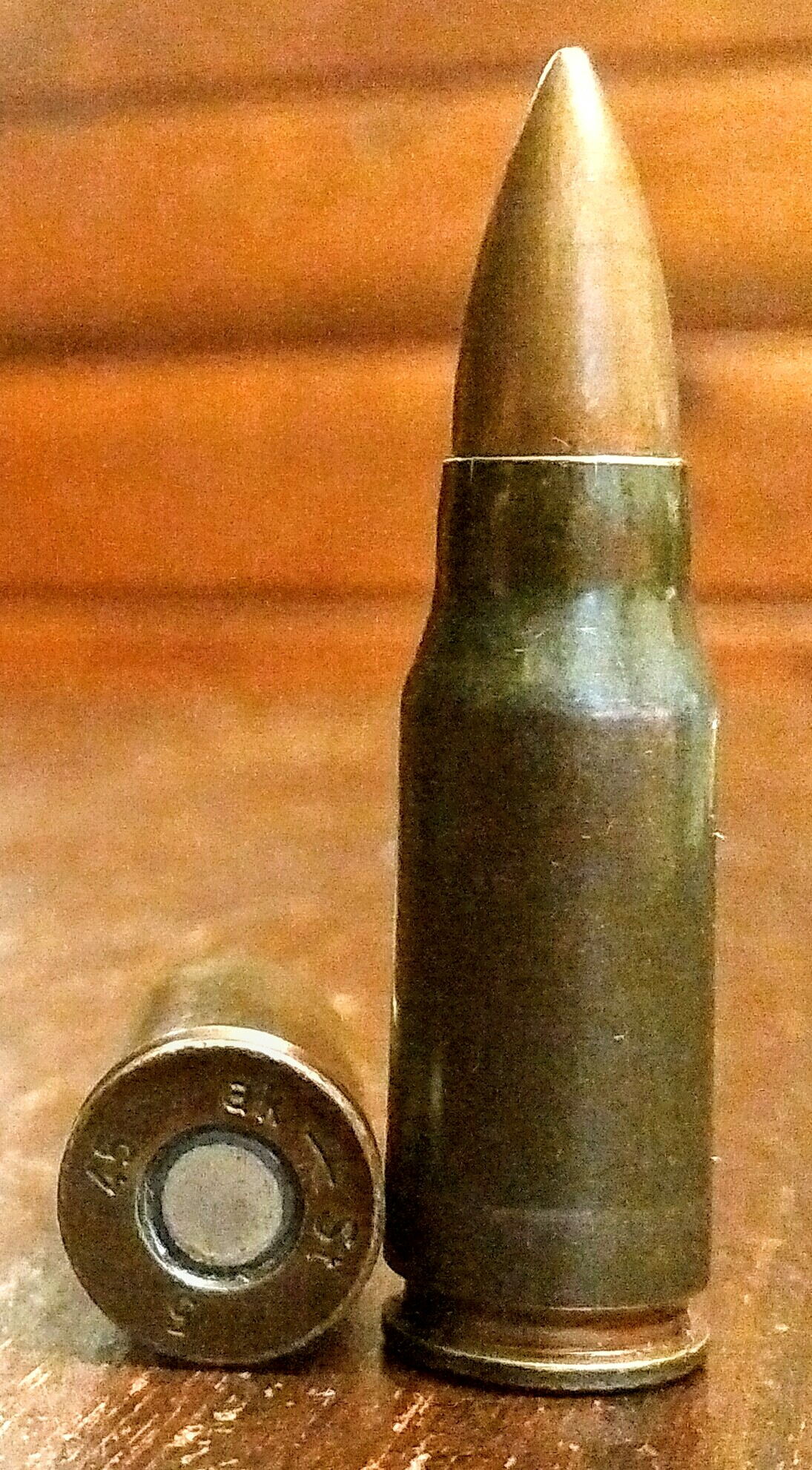
Due cartucce da 7,92 mm "kurz", la nuova munizione ideata per l'StG 44

All'inizio della seconda guerra mondiale, le armi dell'esercito tedesco erano paragonabili a quelle di tutti gli altri eserciti. Una tipica unità di fanteria era equipaggiata con fucili a ripetizione manuale, mitra (in dotazione perlopiù ai sottufficiali) e mitragliatrici leggere. La principale differenza era la grande enfasi posta sulle mitragliatrici leggere: laddove statunitensi, francesi e sovietici e altri le relegavano a ruolo di supporto, tedeschi e i britannici ne facevano il fulcro della squadra di assaltatori, in virtù proprio dell'esperienza acquisita nel 1914-18. All'inizio della guerra i tedeschi erano ben forniti di pistole-mitragliatrici che davano alla loro fanteria un'elevata potenza di fuoco ravvicinato, come ampiamente dimostrato nelle campagne di Polonia e soprattutto di Francia. In generale però, quanto all'armamento del fante, anche le autorità militari tedesche erano rimaste ancorate ai concetti della Grande guerra: il fucile a ripetizione manuale, progettato 40 anni prima, era ritenuto anche in Germania l'arma migliore e più utile.
Uno dei problemi di questa dottrina tattica era che i fucili a ripetizione manuale erano troppo lunghi per essere usati agevolmente dalle truppe meccanizzate e dai carristi, e sebbene precisi e potenti, a distanza ravvicinata erano disperatamente lenti nel ciclo di sparo. Le pistole mitragliatrici quali MP 18/28, MP 34, MP 40 erano certo utilizzabili in tali contesti ma mancavano di gittata e potenza oltre i 100 m. La necessità di un'arma intermedia si manifestava con evidenza, ma fu sempre respinta dalle alte sfere militari.
Il problema divenne pressante nel 1941 con l'invasione dell'Unione Sovietica. L'Armata Rossa stava lentamente rimpiazzando i suoi fucili d'ordinanza Mosin-Nagant M1891 e derivati con i nuovi fucili semiautomatici Tokarev SVT-38 e SVT-40. Le pistole mitragliatrici erano allo stesso tempo molto diffuse e il PPŠ-41 stava entrando in produzione su scala industriale, fornito a un numero enorme di soldati. Le tattiche sovietiche di assalti furiosi a distanza ravvicinata con un gran numero di uomini che sommergevano di raffiche tutto ciò che incontravano si erano rivelate spaventosamente efficaci: l'arma standard della fanteria tedesca, ossia i fucili a ripetizione manuale Mauser Karabiner 98k, non reggevano il confronto; la potenza di fuoco della Wehrmacht si basava quindi essenzialmente sulle mitragliatrici. Appena la distanza di combattimento si allungava oltre i 200 m i tedeschi riuscivano a contrastare i sovietici, grazie all'alto numero di mitragliatrici a disposizione, ma a distanza ravvicinata erano in grave difficoltà a causa della superiorità numerica e di volume di fuoco delle truppe dell'Armata Rossa.
Questa esperienza costrinse le autorità tedesche a riconsiderare le loro tattiche. L'esercito tedesco aveva tentato di sviluppare armi semiautomatiche, giungendo per esempio al Walther Gewehr 43, ma anche quando questo venne adottato la produzione non fu mai sufficiente a soddisfare la domanda. I soldati tedeschi fecero così prontamente uso di tutte le armi semiautomatiche e automatiche catturate al nemico, come i SVT-40 e i PPŠ-41. Diversi tentativi furono portati avanti per introdurre nella Wehrmacht armi automatiche individuali a lunga gittata, ma l'eccessiva potenza della cartuccia ordinaria 7,92 × 57 mm rendeva le armi leggere impossibili da controllare dal singolo soldato in modalità automatica. Il fucile mitragliatore FG 42, sviluppato privatamente dalla Luftwaffe e distribuito ai paracadutisti, fu un buon tentativo ma non entrò in produzione su larga scala proprio perché, nonostante le brillanti soluzioni tecniche adottate e l'elevata qualità, manteneva il calibro standard 7,92 × 57 mm ed era pressoché incontrollabile nel tiro a raffica.
La soluzione tedesca fu quella di introdurre una munizione intermedia tra fucile e mitra. Esperimenti con simili munizioni erano in corso fin dagli anni 1930, ma erano stati sempre rimasti nel cassetto. Nel 1941, però, stava diventando evidente che occorreva un'arma individuale che permettesse a ogni singolo fante di poter effettuare sia il tiro automatico, di saturazione o interdizione, sia quello semiautomatico, a tutte le tipiche distanze di combattimento. L'analisi dei rapporti dal fronte indicava che i fucilieri utilizzavano i loro fucili d'ordinanza fino ai 500 metri, distanza oltre la quale si usavano quasi esclusivamente le mitragliatrici. Inoltre, i tradizionali fucili a ripetizione erano quasi inutili a distanza ravvicinata; e sebbene i mitra fossero armi devastanti, erano presenti in numero limitato e comunque, poiché impiegavano le stesse cartucce delle pistole, la loro portata utile non andava oltre i 100 m. Un'arma automatica individuale capace di conferire al singolo fuciliere la possibilità di fuoco sia a raffica sia semiautomatico a tutte le distanze di combattimento, fino ai 3–400 m, avrebbe quindi ristabilito la superiorità della Wehrmacht in fatto di potenza di fuoco sull'Armata Rossa.
Per ottenere ciò, occorreva che la nuova arma utilizzasse una cartuccia di nuova concezione, intermedia fra quella da fucile/mitragliatrice in dotazione alla fanteria (che era troppo potente) e quella da pistola (che non lo era abbastanza), per colmare il vuoto esistente tra le prestazioni delle mitragliatrici e quelle delle pistole-mitragliatrici. Gli studi condotti dalla Wehrmacht indicavano come ideale una cartuccia con bossolo intorno ai 35 mm, capace di contenere una carica di lancio sufficiente a coprire tutte le distanze di combattimento ma tuttavia sempre ben controllabile dal tiratore. Inoltre, il modesto rinculo prodotto avrebbe anche consentito di tenere peso e dimensioni dell'arma entro limiti più che accettabili. Pertanto si decise di adottare la munizione proposta dalla Polte, la 7,92 × 33 mm Kurzpatrone (munizione corta). Per minimizzare i problemi logistici, il proiettile standard da 8 mm fu usato come base.

### I prototipi e la produzione preliminare

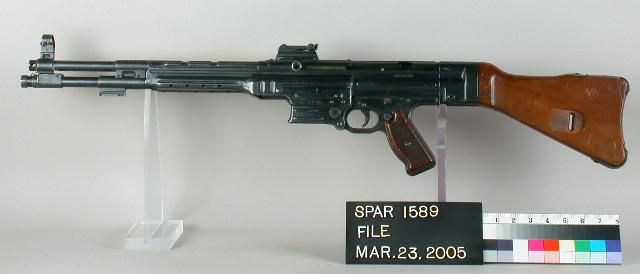
Il primo modello Haenel MKb 42(H), precursore dell'StG44: l'esemplare appartiene allo Springfield Armory National Historic Site

Il governo tedesco aveva già iniziato il suo programma per munizioni intermedie subito dopo l'inizio del conflitto. La fabbrica di munizioni Polte di Magdeburgo era stata incaricata di sviluppare nuove munizioni nel 1938 e siglò un contratto con il Heereswaffenamt (HWA, ufficio per gli armamenti). Contemporaneamente, l'HWA commissionò alla C.G. Haenel di Suhl lo sviluppo di un fucile adatto alla munizione. L'arma avrebbe dovuto essere più corta del K98k (il peso non doveva aumentare), la gittata efficace avrebbe dovuto attestarsi almeno sui 400 m, avrebbe dovuto essere a fuoco selettivo con un rateo di fuoco automatico teorico di 450 colpi al minuto, compatibile con granate da fucile, affidabile e semplice da produrre.
Contratti per fucili camerati in 7,9 × 33 mm Kurz furono emessi sia per la Carl Walther Waffenfabrik sia per la Haenel (il cui gruppo di progettisti era diretto da Hugo Schmeisser) a cui fu chiesto di inviare prototipi sotto la denominazione Maschinenkarabiner 1942 (MKb 42). I progetti erano simili: entrambi erano azionati a recupero di gas e presentavano selettore di tiro. Nel dicembre 1941 i prototipi di entrambe le aziende furono testati dall'HWA a Kummersdorf. Il prototipo presentato dalla Haenel venne designato Maschinenkarabiner 42(H) e quello della Walther venne denominato MKb 42(W).
Il prototipo della Walther presentò numerosi malfunzionamenti, le canne usate presentavano rigonfiamenti pericolosi e uno addirittura sparò a camera aperta, determinando l'esplosione dell'arma. Il tutto fu imputato a difetti insiti nel progetto. Il prototipo della Haenel si rivelò invece superiore a quello della Walther, e l'esercito ordinò alla Haenel un altro esemplare che incorporasse i pochi punti di forza della Walther rispetto al modello originale della Haenel: un attacco per la baionetta e il cambiamento del passo di rigatura della canna. La consegna dei primi cinquanta fucili per le prove sul campo fu concordata per l'inizio del 1942.  La prima azione delle armi risale all'aprile del 1942, quando 35 dei soli 50 esemplari esistenti vennero paracadutati nella sacca di Demjansk. Emersero subito molti apprezzamenti, ma anche critiche per alcuni difetti.
Nel luglio 1942 test comparativi sul campo furono condotti usando le nuove munizioni e i prototipi della Haenel. Furono sparati 3 654 colpi: 11 bossoli risultarono rotti, 67 difettosi (56 partiti al secondo tentativo) e molti "incollaggi" (ovvero il bossolo esploso che rimane incastrato nell'arma e impedisce all'otturatore di muoversi). I test appurarono che ciò era dovuto alla scarsa qualità delle munizioni impiegate. Venne perciò deciso di approntare un primo lotto di pre-produzione per consentire alle truppe al fronte di valutare l'arma, che venne così ridesignata "MKb 42 (H)".

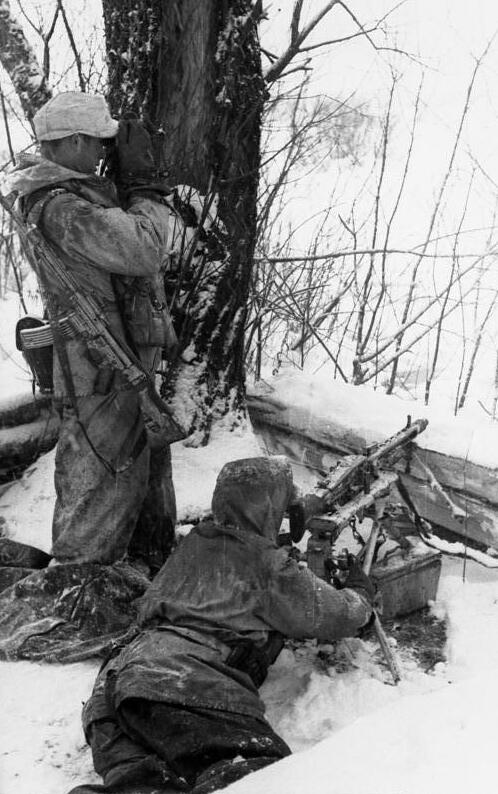
Soldati della 1. Skijäger-Division sul fronte orientale: l'uomo a sinistra porta a tracolla un MP 43

Il primo lotto fu inviato al fronte nel novembre 1942 e gli utilizzatori apprezzarono molto l'arma. Altre modifiche successive aggiunsero uno sportello scorrevole di protezione per l'otturatore e una slitta per il montaggio di ottiche. Tra la fine del 1942 e l'inizio del 1943 furono prodotti 11 833 esemplari. Per semplificare ulteriormente, furono rimossi sia l'attacco per la baionetta sia l'inutile camera di espansione dei gas posta nel prolungamento sopra la canna.
Per il marzo 1943, 2 734 MKb 42 erano stati accettati in servizio, seguiti da altri 2 179 in aprile e 3 044 a maggio (le stime della Haenel prevedevano rispettivamente 2 000 e 3 000 armi ogni mese). In più, Haenel stimava altri 3 000 fucili in giugno e 1 000 in luglio, con una stima totale di circa 12 000 MKb 42. Tuttavia la stima di Haenel non fa differenza tra gli ultimi modelli di MKb 42(H) e i primi di MP 43. Il numero di MKb 42(W) prodotti è ancora più incerto. Alcune fonti suggeriscono attorno agli 8 000, ma le stime più credibili riducono il numero a non più di 200 (con molti rimasti all'interno delle fabbriche Walther fino alla fine del conflitto).

### Le prime modifiche e l'MP 43
Mentre erano ancora in corso i lavori per migliorare l'arma, nel marzo del 1943 tutto fu interrotto per ordine di Adolf Hitler, che voleva veder prodotte altre pistole mitragliatrici e non nuovi fucili né nuove munizioni. Hitler e l'OKW erano atterriti dall'idea di dover riconvertire, in piena guerra, le linee di produzione delle fabbriche d'armamenti per adeguarsi al nuovo fucile, senza contare il caos logistico causato da due tipi di munizione diversi da distribuire alle fanterie. Pur tendenzialmente non contrario ad armi di nuova concezione, Hitler considerava l'MkB 42 un'arma destinata a reparti speciali e truppe d'élite, quindi poco prioritaria, e non autorizzò la produzione su larga scala. Poiché i rapporti dalle unità al fronte chiedevano invece insistentemente maggiori forniture della nuova arma, per mantenere attiva la produzione dell'MKb 42(H) il Waffenamt la rinominò Maschinen Pistole 43 o MP 43 (in linea con la designazione del più diffuso MP 40). In tal modo si ritenne che designando ufficialmente l'arma come "pistola mitragliatrice" la si sarebbe sottratta al divieto di impegnare risorse in nuovi modelli di armi individuali.
Troppo tempo venne sprecato cercando di rendere l'MP 43 in grado di fare le stesse cose del fucile K98k. La sostituzione sarebbe stata sempre impossibile: il proiettile kurz non avrebbe avuto forza sufficiente a sparare le granate da fucile, l'arma non era precisa al punto di essere usata per i tiratori scelti ed era troppo corta per montare una baionetta. Come conseguenza, si decise successivamente di rimuovere dall'MP 43 la slitta per l'ottica, l'estensione per il lanciagranate e l'attacco per la baionetta.
Alla fine però Hitler fiutò il raggiro e interruppe di nuovo la produzione. Ne permise il riavvio solo a scopo di valutazione; nel settembre del 1943 tuttavia Hitler si convinse che l'arma meritasse maggiore attenzione. I primi esemplari di MP 43 furono quindi distribuiti alle truppe nell'ottobre 1943 sul fronte orientale.

### L'intervento di Hitler: lo StG 44

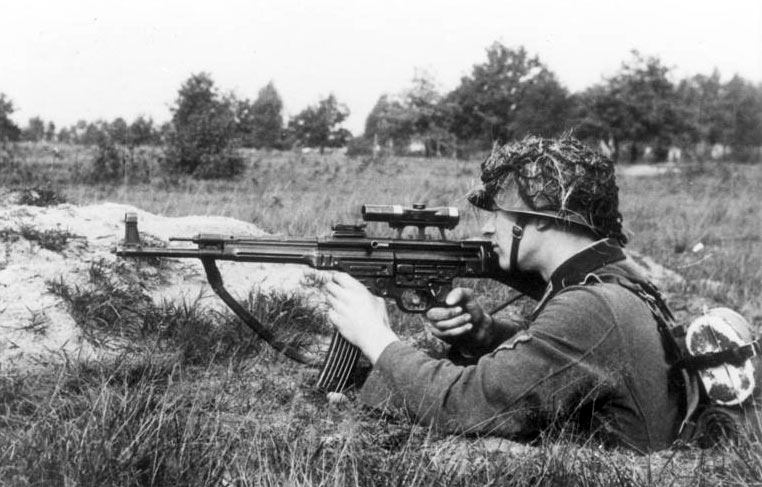
Ottobre 1943: collaudo della variante di transizione MP 43/1, usata per testare la possibilità di uso dell'arma come fucile di precisione. Il fucile monta un'ottica ZF 4.

Nell'aprile 1944 Hitler si scoprì particolarmente interessato dall'arma e ordinò la ridesignazione in MP 44. Nel luglio dello stesso anno, a un incontro sul tema del fronte orientale, alla domanda di Hitler su cosa i soldati necessitassero la risposta fu: «Altri esemplari di questo nuovo fucile!» La risposta lasciò Hitler perplesso (testimoni dicono che abbia chiesto «quale nuovo fucile?»). Quando gli fu presentata l'arma, il Fuhrer decise di rinominarla ufficialmente Sturmgewehr 44 ("fucile d'assalto"), creando così de facto una nuova categoria di armi.
La credenza comune è che Hitler fosse contrario al nuovo calibro intermedio. In realtà, se così fosse avrebbe ordinato tassativamente di cessare gli studi e i progetti. I rapporti citano invece numerose presentazioni dell'arma a Hitler nelle varie fasi di sviluppo. Anche se da ex fante della prima guerra mondiale era convinto che il tradizionale fucile a ripetizione manuale lungo, potente e lento, fosse tutto sommato l'arma ideale per la fanteria, Hitler incoraggiò sempre la ricerca di armamenti migliori e più moderni e capì pienamente le potenzialità della MP 43; le sue perplessità (condivise peraltro da gran parte dello stato maggiore tedesco) risiedevano piuttosto nella difficoltà dell'industria bellica di farne la nuova arma standard di diffusione generale. Non era quindi tanto scetticismo verso il concetto di "nuovo", quanto la volontà di non inviare al fronte così poche di queste nuove armi.
Le critiche verso l'introduzione di una nuova arma in piena guerra erano molte e non prive di argomenti: l'industria tedesca non era in grado, sul breve periodo, di rimpiazzare i 12 000 000 di K98k già distribuiti, per non parlare del fatto che l'StG 44 usava una nuova cartuccia, diversa da quella standard e le complicazioni logistiche nei rifornimenti erano un problema reale. L'arma era sì più veloce, semplice ed economica da produrre, ma richiedeva allo stesso tempo macchinari diversi, quindi linee di produzione diverse.
Introdurre l'arma in pochi esemplari, poi, non sarebbe stato produttivo anzi avrebbe ottenuto l'effetto contrario, sprecando risorse per produrre un fucile che non sarebbe comunque stato mai in grado di essere presente in quantità tale da avere un impatto significativo. Ma alla fine, le qualità dell'arma convinsero l'OKW ad autorizzare la produzione e la distribuzione dello StG 44.

### La produzione in serie e l'utilizzo operativo
La produzione in serie della MP 43/MP 44 cominciò con le prime spedizioni verso il fronte orientale nell'inverno tra il 1943 e il 1944 e più massicciamente nella primavera del 1944, allorché Hitler revocò il veto sui fucili d'assalto. La 1ª Divisione di Fanteria del Gruppo di Armate Sud e la 32ª Divisione del Gruppo di Armate Nord furono selezionate per la prova sul campo del fucile, anche se alla fine, a causa della scarsità di munizioni, solo la 1ª Divisione era equipaggiata a dovere con l'arma. Il fucile d'assalto si dimostrò un'arma eccezionale, specialmente sul fronte orientale dove fu dispiegata per la prima volta. Un soldato bene addestrato poteva impegnare nemici su tutte le distanze grazie alla versatilità dell'arma, che si rivelò anche molto affidabile in condizioni estreme come quelle della steppa russa.
L'uso principale della nuova arma fu quello di contrastare lo strapotere delle pistole mitragliatrici sovietiche PPS e PPŠ-41, massicciamente usate dai soldati sovietici. Utilizzando caricatori da 71 o 35 colpi queste armi erano devastanti nei combattimenti ravvicinati, pur non potendo competere con la gittata dei fucili ordinari. L'StG 44, pur non potendo raggiungere le gittate proprie dei fucili, era comunque molto superiore in quanto a balistica alle armi leggere sovietiche. Con una canna da 419 mm, la velocità alla volata era di 685 m/s, comparata con i 760 m/s del K98k e i 600 m/s della carabina Winchester M1. Il soldato armato con il StG 44 poteva perciò fare fuoco mirato a colpo singolo su distanze più che doppie rispetto a quelle raggiungibili dai mitra, e quando occorreva poteva riversare raffiche ben controllabili a distanza ravvicinata o contro obiettivi in movimento. Inoltre, il calcio in asse con la canna permetteva un'ottima controllabilità nel tiro a raffica.
L'StG 44 fu fornito soprattutto alle truppe d'assalto e impiegato per scontri ravvicinati, in maniera simile a quanto avvenuto con l'MP 18 nel 1918. Un difetto subito riscontrato fu la rapida usura della molla del caricatore, e si decise di ovviare al problema istruendo i soldati a non caricare più di 25 colpi nell'arma. Nel gennaio 1945 fu introdotto un caricatore appositamente sagomato così da limitare a 25 il numero massimo di colpi inseribili.
L'StG 44 fu impiegato estesamente su tutti i fronti e si guadagnò il più alto apprezzamento delle truppe e il profondo rispetto dei loro avversari. Per la fine della guerra, erano stati prodotti un totale di 425 977 StG 44 (comprese varianti e versioni precedenti) ed erano cominciati i lavori sul prototipo StG 45. Hugo Schmeisser disse che 424 000 armi erano state costruite tra il giugno 1943 e l'aprile 1945 in quattro impianti: 185 000 dalla C.G. Haenel di Suhl; 55 000 dalla J.P. Sauer & Sohn sempre a Suhl; 104 000 a Erfurt e 80 000 dalla Steyr-Daimler-Puch AG a Steyr, in Austria. La quantità è molto inferiore ai 1 500 000 ordinati e ben lontana dalla cifra prevista di 4 000 000.

### Dopo la seconda guerra mondiale

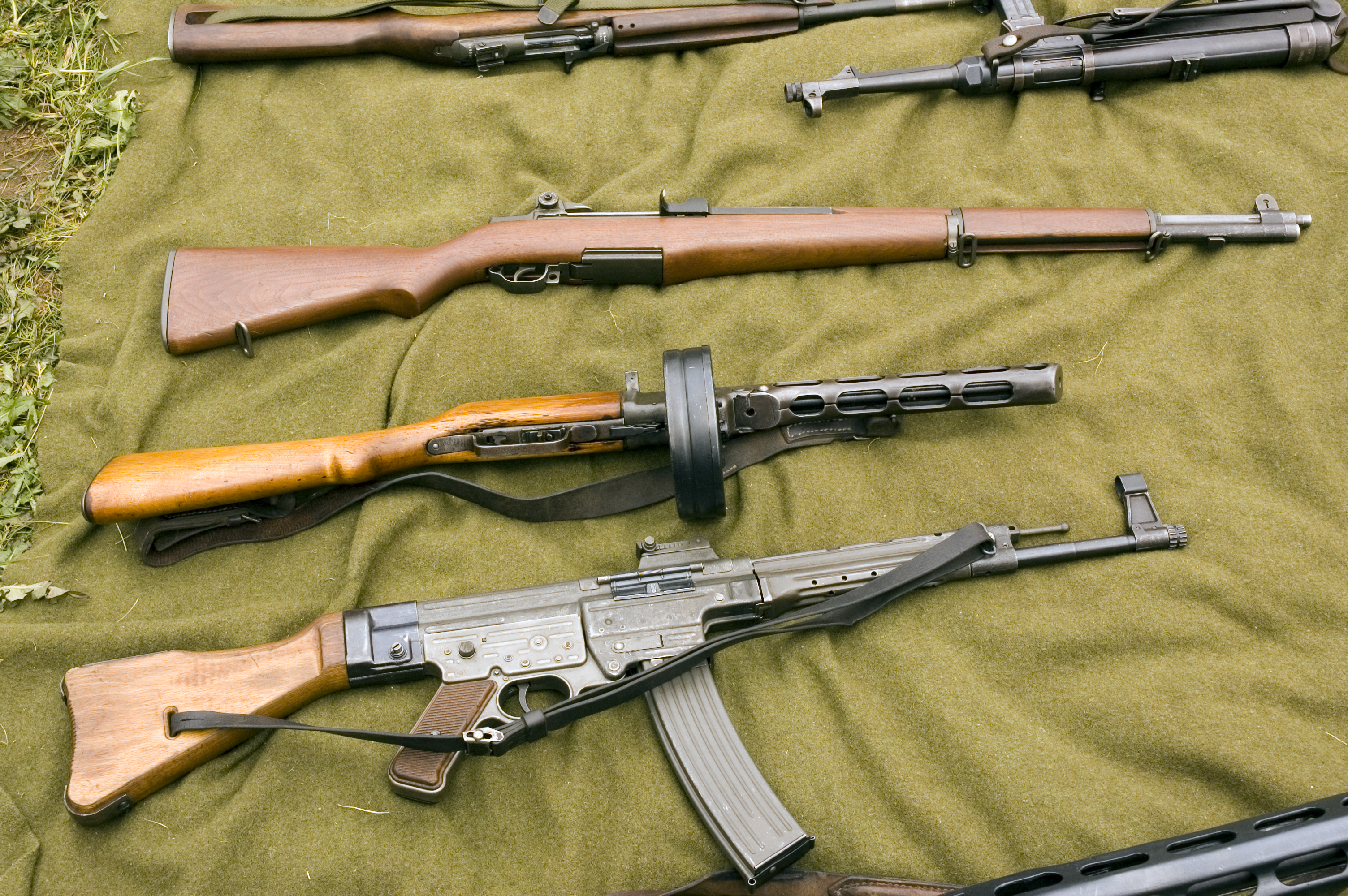
Confronto tra un M1 Garand (in alto), un PPŠ-41 (al centro) e un StG 44

Nel secondo dopoguerra l'StG 44 rimase in uso nella Germania Est presso la Nationale Volksarmee con la designazione MPi.44 finché non venne rimpiazzato dall'AK-47 e dalle sue varianti. La Volkspolizei lo usò fino al 1962 circa quando venne rimpiazzato con l'AKM prodotto localmente. Altri paesi usarono l'StG 44 dopo la guerra, come la Repubblica Socialista di Cecoslovacchia e la Repubblica Socialista Federale di Jugoslavia, dove rimase in servizio fino ai tardi anni '80, fino a che venne relegato all'uso da parte di riserve della Difesa Territoriale o venduta ai regimi alleati in Medioriente e Africa. In Argentina l'istituto per la ricerca scientifica e tecnologica (CITEFA) produsse una versione di prova dell'StG 44 a cavallo fra anni '40 e '50 ma finì per adottare il FAL della FN nel 1955, in quanto utilizzava il più potente e soprattutto più comune 7,62 x 51 mm NATO.
L'Unione Sovietica e i suoi alleati fornirono ai paesi del blocco comunista molte delle armi catturate ai tedeschi durante il conflitto, e gli StG 44 con moltissime munizioni finirono nelle mani di eserciti irregolari. Le forze francesi scoprirono notevoli quantità di StG 44 in Algeria e ne tracciarono la provenienza in Cecoslovacchia. Anche i Vietcong erano armati con le armi tedesche. Esemplari dell'arma sono ancora usati (seppur limitatamente) da diversi gruppi di guerriglia del Medioriente e del Corno d'Africa e lo Sturmgewehr continua ad apparire in mano a movimenti clandestini che non possono permettersi armi più moderne.
La Siria ricevette lo StG 44 negli anni '50 e '60, assieme ad altre forniture ex tedesche tramite l'URSS. Nell'agosto 2012, durante la guerra civile siriana, il gruppo islamista siriano brigata At-Tawhid pubblicò un video su YouTube mostrando una cassa di StG 44 in loro possesso, assieme a munizioni, catturate ad Aleppo. Più tardi emersero anche foto dei combattenti che usavano le armi in combattimento. Nel settembre 2013 una foto mostrava un ribelle siriano con un StG 44 montato su una stazione per il controllo remoto. L'arma era controllata da un joystick mentre la visuale era fornita da una telecamera montata dietro il mirino telescopico.
Nel 2013 nuove versioni semiautomatiche di MKb 42(H), MP 43/1 e StG44 sono state oggi prodotte dalla SSD (Sport Systeme Dittrich) e distribuite dalla HZA Kulmbach GmbH, nel calibro originale.  Il modello PTR-44 (prodotto dalla PTR-91 Inc.) fu prodotto per breve tempo, ma l'alto prezzo e la scarsa domanda portarono alla cessazione della produzione. Una copia in .22 LR dell'StG 44 è tuttora prodotta dalla GSG a basso prezzo. La HMG (Hill & Mac Gunworks) sta attualmente producendo repliche dell'arma che accettano calibri più comuni come 7,62 ×39 mm, 5,56 × 45 mm NATO e .300 AAC Blackout, chiaramente affiancati al calibro originale.

## Descrizione generale
Sviluppato a partire dal precedente modello Maschinenkarabiner 42(H), combinava le caratteristiche di carabine, mitra e fucili. Dopo l'adozione dell'StG 44, l'uso del termine fucile d'assalto si diffuse nel mondo. Nel corso della produzione vi furono modifiche al calcio, alla volata, alla forma del mirino anteriore e alcuni miglioramenti al sistema di alimentazione.

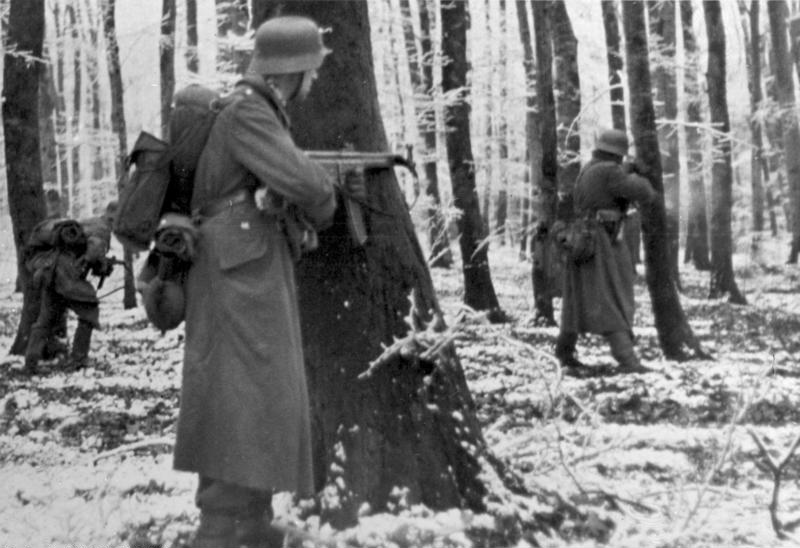
Volksgrenadier armato di StG 44 avanza con alcuni commilitoni nelle Ardenne

Il fucile era stato sviluppato per la nuova munizione 7,92 × 33 mm Kurz. Questa variante corta della munizione tedesca standard (7,92 × 57 mm) era meno potente, ma al contempo era molto più prestante della 9 x 19 mm Parabellum usata dalle pistole-mitragliatrici in dotazione alla Wehrmacht: in combinazione con la capacità di fuoco selettivo, forniva un ottimo compromesso tra volume di fuoco a corto raggio e precisione a medio raggio. Nonostante l'arma avesse una gittata efficace inferiore a quella dei normali fucili, i combattimenti non avvenivano mai su distanze superiori ai 300/500 m, quindi le cartucce ordinarie si rivelavano esuberanti per tali distanze. Solo uno specialista addestrato, come un cecchino o un mitragliere, avrebbe sfruttato al massimo la potenza e la gittata delle munizioni da fucile. Con il StG44, ogni soldato aveva a disposizione un'arma in grado di sviluppare un efficace volume di fuoco a raffica per l'assalto e al tempo stesso di sparare a colpo singolo con precisione alle distanze normali di combattimento, riunendo così le caratteristiche del mitra e del fucile. Ciò per quei tempi costituiva un'assoluta novità, e diede i natali a una nuova categoria di armi che oggi sono normale dotazione di tutti gli eserciti.
I britannici furono molto critici verso quest'arma, affermando che il castello potesse piegarsi e quindi bloccare l'otturatore semplicemente battendo il fucile a terra. Un rapporto statunitense degli ultimi periodi della guerra definì l'arma scomoda e ingombrante, soggetta a malfunzionamenti. Molte di queste critiche sono testimonianza dell'avversione alleata piuttosto che opinioni obiettive sull'arma, che invece si rivelò estremamente efficace in combattimento.

## Meccanica
Dal punto di vista meccanico l'StG 44 è un'arma con funzionamento a sottrazione dei gas di sparo che vengono prelevati dalla canna e convogliati in un condotto di espansione posto parallelamente e superiormente alla stessa, dove comprimono un pistone solidale all'otturatore; sotto l'azione dei gas, il gruppo pistone-otturatore viene spinto all'indietro permettendo così l'estrazione del bossolo usato e il riarmamento del cane. Al tempo stesso comprime la molla di riarmo che lo risospinge in avanti consentendo di camerare una nuova cartuccia e di ripetere così il ciclo di sparo.
Il fuoco è selettivo, automatico o semiautomatico, selezionabile mediante un selettore posto sopra l'impugnatura sul lato sinistro, in modo da essere azionato dal tiratore con il pollice. La sicura è a traversino, immediatamente sopra il selettore.
Quanto agli organi di mira, sono costituiti da un mirino anteriore a palo, regolabile, protetto da un tunnel antiriflesso, e da un alzo a tangente graduato da 200 a 800 metri. Secondo prove dell'epoca nel tiro semiautomatico l'arma tedesca è molto precisa fino a 200 metri e conserva una precisione sufficiente anche a 400 metri, quindi più che adatta per le comuni distanze di combattimento. Il tiro automatico (a "raffica") è molto controllabile: un tiratore medio può effettuare tiri precisi a raffiche brevi fino a 300 metri.

### Difetti
Il difetto principale dell’arma riguardava il caricatore, la cui molla tendeva a usurarsi piuttosto velocemente se esso veniva riempito completamente. Per ovviare a questo problema i soldati inizialmente vennero addestrati a inserire solo 25 dei 30 colpi che poteva contenere. Verso la fine della guerra, nel 1945 venne progettato un apposito caricatore con capacità massima di 25 cartucce. A questo va aggiunto il fatto che il castello e la canna erano realizzati in metallo cromato e se l’arma veniva usata in modalità automatica tendeva a surriscaldarsi; per questo motivo non era infrequente che un soldato armato di Stg44 indossasse dei guanti oppure che sorreggesse  l’arma dal caricatore.

## I modelli

### Versioni speciali
Un oggetto bizzarro che andò ad affiancare l'StG 44 fu la "Krummlauf", una canna ricurva da applicare alla volata e dotata di sistema di mira periscopico per sparare oltre gli ostacoli senza esporsi al fuoco nemico. Una serie di fori sul congegno abbassava gradatamente la pressione nella canna e la velocità del proiettile, permettendogli di compiere una traiettoria curva. Fu prodotto in diverse varianti: il tipo "I" (da infanterie) per la fanteria, e il tipo "P" (da Panzer) per i carristi che permetteva di coprire anche quei punti normalmente non visibili attorno al carro. Furono proposte versioni con angolo da 30°, 45°, 60° e 90° e addirittura una versione per MG 42. In pratica, solo la versione da 30° ebbe un minimo di successo. La canna curva aveva un tasso di usura elevatissimo, 300 colpi per le versioni da 30° e appena 160 per quelle da 45°. Il modello da 30° era comunque in grado di disperdere i colpi a 100 m su una superficie non più grande di 35 x 35 cm.

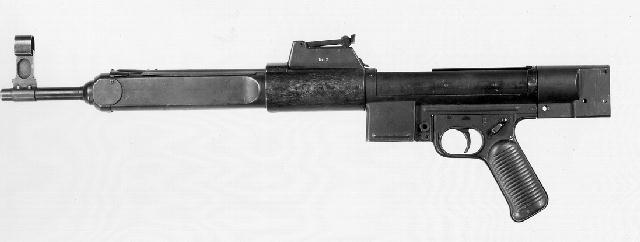
Il prototipo Gerät 06, tentativo di semplificare ulteriormente l'StG 44. L'esemplare nell'immagine è incompleto: fu recuperato nel 1945 e testato ad Aberdeen dopo la guerra.

Alcuni StG erano dotati di puntatori infrarossi Zielgerät 1229, meglio noti con il nome in codice "Vampir". Si tratta di un visore infrarosso di tipo attivo, cioè necessitava di un proiettore di luce infrarossa montato sopra l'ottica che illuminava il bersaglio, mentre l'ottica munita di appositi filtri permetteva al tiratore di inquadrarlo. L'utilizzatore doveva trasportare una batteria con sé perché il sistema funzionasse, nonostante la durata della batteria fosse di appena 15 minuti, permettendo però una visione piuttosto nitida fino a 200 m. All'arma doveva essere montato un soppressore di fiamma perché il tiratore non venisse accecato dall'amplificazione della fiammata. Il Vampir apparve alla fine del 1944 e fu usato abbastanza estesamente su tutti i fronti, particolarmente in ambienti urbani.

### Prototipi successivi
In un processo di sviluppo non collegato, la Mauser continuò a lavorare una serie di armi sperimentali che potessero essere accettate ampiamente in servizio. Uno di questi prototipi, frutto della collaborazione tra gli ingegneri dell'Abteilung 37 di Oberndorf, fu l'MKb Gerät 06 del 1942. L'arma sfruttava il principio di chiusura a rullini già impiegato con successo nella MG 42. Si era arrivati alla conclusione che, bilanciando attentamente le masse, il sistema di recupero dei gas poteva essere omesso. L'arma che ne derivò, denominata Gerät 06(H), sarebbe dovuta entrare in servizio con la denominazione definitiva StG 45(M). Il principio di funzionamento fu ripreso dopo il conflitto in armi quali il CEAM/AME, il CETME e più estesamente dalla Heckler & Koch.
Alla fine della guerra, vi furono tentativi di introdurre armi di fortuna chiamate Volksgewehr camerate per il 7,92 × 33 mm. Una di queste, il Volkssturmgewehr 1-5 sfruttava il rinculo ritardato basato sul "sistema Barnitzke", in cui l'accumulo dei gas di combustione nella camera oppone resistenza al movimento delle parti fino a che il proiettile non ha lasciato la canna, permettendo all'otturatore di aprirsi a pressioni di sicurezza. Il principio sarà poi usato con successo 25 anni dopo nella pistola Heckler & Koch P7.

## L'eredità e l'influenza storica

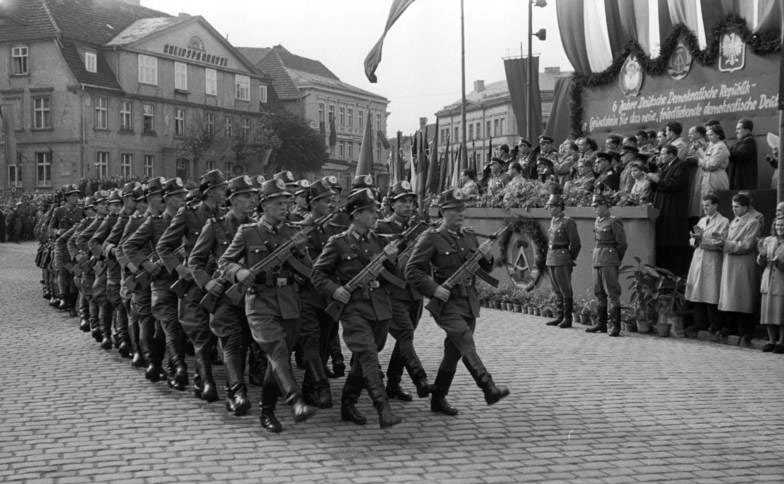
Ufficiali della Volkspolizei della DDR in parata nelle strade di Neustrelitz nel 1955: mantenne l'StG 44 che rimase in servizio fino all'inizio degli anni 1960

L'StG 44 fu il primo vero fucile d'assalto a essere impiegato su vasta scala e immesso nella produzione di massa e il capostipite di una nuova categoria di armi che da allora è diventata lo standard per tutti gli eserciti del mondo. Il principio di quest'arma - la riduzione del rinculo per poter impiegare il fuoco automatico su distanze di combattimento - fu probabilmente l'avanzamento più importante nel campo delle armi da fuoco dopo l'invenzione della polvere infume. Gli effetti dell'StG 44 sulle armi post-belliche fu immenso, come testimoniato dall'AK-47 di Mikhail Kalashnikov e dall'M16 di Eugene Stoner. In particolare l'Unione Sovietica fu molto impressionata dall'StG 44 e dalla sua cartuccia di nuova concezione, e fu rapidissima nell'introdurre in servizio dei veri fucili d'assalto. L'AK-47 usa anch'esso una cartuccia intermedia, ma differiva nel principio di funzionamento. Nel 1944 gli Stati Uniti aggiunsero caricatori da 30 colpi alla loro diffusissima carabina Winchester M1 che divenne M2, con la possibilità di fuoco selettivo, semi automatico o automatico (nella carabina M1 era solo semi automatico, ossia un colpo per ogni pressione del grilletto) anche attraverso la distribuzione di kit di conversione.
Fino a che punto l'StG 44 abbia influenzato l'AK-47 non è chiaro. Non fu chiaramente una copia diretta, data la differenza nelle meccaniche; tuttavia, le decine di migliaia di StG catturati dai sovietici devono aver fornito a M. T. Kalashnikov l'ispirazione quantomeno nell'impostazione ergonomica della sua arma, che in effetti è innegabilmente derivata dall'StG 44, e del resto l'AK-47 ha lo stesso ruolo tattico del fucile tedesco.
La munizione sovietica 7,62 × 39 mm, tuttavia, fu l'erede diretta della 7,9 x 33 mm Kurz. sviluppata dalla Polte. Nel luglio 1943, l'NKV si riunì per discutere delle nuove armi straniere di calibro intermedio. L'incontro si concluse stabilendo che il 7,92 mm Kurz era uno sviluppo molto importante e che i sovietici avrebbero dovuto lavorare su un loro progetto simile. Un mese dopo nacque il prototipo M1943 7,62 mm, ottenuto allo stesso modo della munizione tedesca, diminuendo la lunghezza del bossolo e quindi la capacità di polvere del 7,62 × 54 mm R. La carabina semiautomatica Simonov SKS 45 fu la prima a utilizzare il nuovo calibro e ne confermò la validità, ma non appena disponibile l'AK-47, venne subito sostituita con questo.
Quanto ai Paesi occidentali, l'adozione di nuove munizioni intermedie si faceva anche lì sempre più sentita e necessaria. Già il fucile M1 Garand era stato inizialmente ideato per il calibro .276 Pedersen (7 mm), meno potente del più vecchio .30-06. L'adozione della carabina Winchester M1 nel 1941 dimostrò l'utilità di un calibro più piccolo e meno potente che quindi richiedeva meno addestramento e meno risorse. Dopo la seconda guerra mondiale tutti i Paesi occidentali ignorarono invece la strada che l'StG 44 e l'AK-47 avevano così evidentemente indicato, e adottarono come calibro d'ordinanza il 7,62 × 51 mm NATO, derivato dal .30-06 statunitense. Nonostante si trattasse di una munizione troppo potente per delle armi automatiche individuali, venne sviluppata tutta una serie di fucili d'assalto per impiegarla: il belga FN-FAL (e il clone britannico L1-A1), l'italiano BM 59, lo statunitense M14, il tedesco G3 e così via: tutte armi lunghe, potenti e precise, ma che nel tiro a raffica risultavano incontrollabili e che pertanto devono essere considerate come un passo indietro dal punto di vista dell'evoluzione delle armi militari.
Negli anni successivi l'Unione Sovietica alleggerì l'AK-47 e introdusse l'AKM. Gli Stati Uniti fecero un passo ulteriore introducendo l'M16 che faceva largo uso di plastiche nel calibro 5,56 mm NATO, la prima vera cartuccia intermedia occidentale. Seguirono i sovietici con il AK-74 (5,45 mm) e i francesi con il rivoluzionario FA-MAS, cui seguì l'austriaco Steyr AUG. La Franchi basò il funzionamento della carabina LF-58 e del fucile da battaglia LF-59 su quello dello Sturmgewehr. Ma tutte queste armi, che oggi sono dotazione standard dei militari nel mondo, derivano tutte dalla più importante delle eredità dello Sturmgewehr: il ruolo tattico del fucile, che l'arma tedesca ha cambiato per sempre. Da strumento per colpire con precisione a lunghe distanze ad arma veramente completa in grado di fornire al fante ogni volume di fuoco richiesto dalle circostanze, sia di colpire bersagli distanti sia di provvedere da sé al supporto di fuoco automatico a ogni distanza di combattimento, mettendolo in grado così di dominare il campo di battaglia.

## Utilizzatori
- Argentina (tre esemplari costruiti a mero scopo di prova)[16]
- Cecoslovacchia[2]
- Germania
- Germania Est
- Vietnam
- Ungheria[35]
- Unione Sovietica (esemplari catturati)
- Polonia (esemplari catturati)
- Coalizione siriana[21]
- Jugoslavia[36]